# Kelvin-Helmholtz-Instabilität

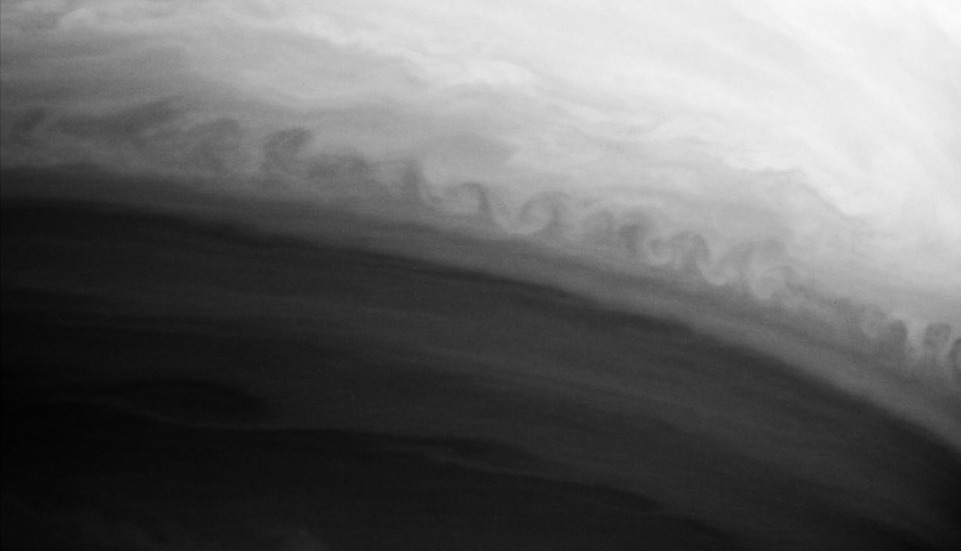
Kelvin-Helmholtz-Wirbel
in der Atmosphäre des Saturn

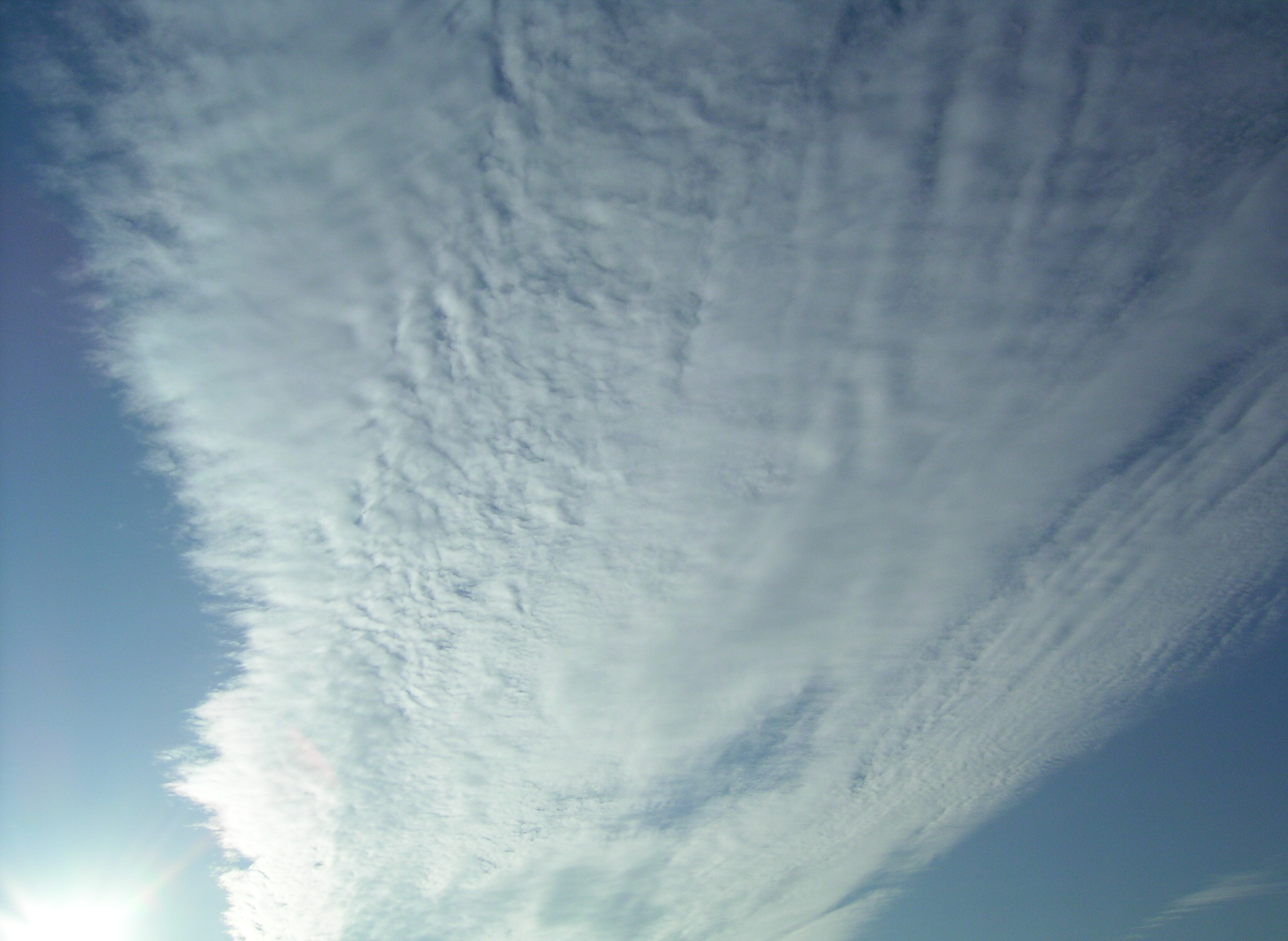
Wolkenbildung
auf Grund einer Scherwelle

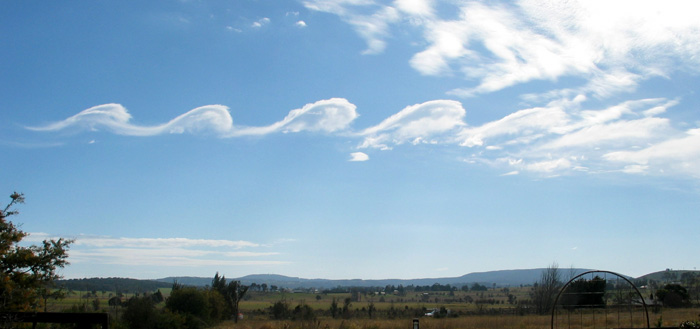
Kelvin-Helmholtz-Wirbel in der Atmosphäre hinter dem Monte Duval, Australien

Als Kelvin-Helmholtz-Instabilität, oder KHI (nach Lord Kelvin und Hermann von Helmholtz), bezeichnet man das Anwachsen kleiner Störungen in der Scherschicht zweier Fluide mit unterschiedlichen Strömungsgeschwindigkeiten. Dadurch entstehende Phänomene bezeichnet man demnach beispielsweise als Kelvin-Helmholtz-Wellen, Kelvin-Helmholtz-Wirbel und Kelvin-Helmholtz-Wolken.
Anschauliche Beispiele liefern Wellen auf einem See während eines Sturms oder der sich kräuselnde Rauch eines Räucherstäbchens in einem ansonst ruhigen Zimmer.

## Phänomenologie
Als Wetterphänomen kann die Kelvin-Helmholtz-Instabilität an seltsamen Wolken erkennbar werden, die einzeln oder in gleich aussehenden Gruppen am Himmel zu sehen sind. Sie entstehen durch eine Verwirbelung zweier übereinander liegender Luftschichten, die sich mit unterschiedlichen Geschwindigkeiten und/oder Richtungen bewegen. Ähnlich wie wenn Wind über Wasser streicht, entstehen Wellen an der Grenzschicht, wobei Teile der meist feuchteren unteren Luftschicht so weit nach oben gewirbelt werden, dass ihr Taupunkt unterschritten wird und es zu Wolkenbildung kommt. Diese Wolken sind mittlerweile als Sonderform im Internationalen Wolkenatlas unter dem Namen „Fluctus“ eingetragen.

## Physikalische Interpretation
Weit entfernt von der Grenzschicht sind die Strömungsgeschwindigkeiten konstant. Nahe der Grenzschicht muss sich aber ein Luftelement schneller über den Wellenbuckel bewegen als ein weiter entferntes (ähnlich wie bei einem Tragflügel). Nach der Bernoulli-Gleichung ist der Druck über der Welle infolge der höheren Windgeschwindigkeit kleiner als in der Umgebung; infolgedessen gibt es eine Kraft, die den Wellenkamm nach oben zieht. Analog verhält es sich in einem Wellental: die Luft fließt langsamer über die Oberfläche eines Wellentals als in der Umgebung, darum ist der Umgebungsdruck lokal höher; das Wellental wird nach unten gedrückt.

## Theorie
Ein einfaches Modell für die Kelvin-Helmholtz-Instabilität erhält man durch die Beantwortung folgender Frage: gegeben sei eine Strömung über einer Grenzschicht, unter welchen Bedingungen ist diese Grenzschicht dann stabil gegen kleine Störungen?

### Störungsrechnung
Gegeben sei also eine Flüssigkeit der Dichte {\displaystyle \rho _{-}}, die sich horizontal mit der Geschwindigkeit {\displaystyle V} über eine Flüssigkeit der Dichte {\displaystyle \rho _{+}} bewegt. Bezeichne {\displaystyle x} eine Koordinate entlang der Scherschicht und {\displaystyle y} die Koordinate rechtwinklig dazu. Nun betrachtet man eine kleine Störung entlang der Scherschicht und bezeichnet sie mit {\displaystyle \xi (x)}. Die dazu assoziierte Störung des Drucks {\displaystyle P} kann man mit {\displaystyle \delta P} und die des Geschwindigkeitsfeldes {\displaystyle {\vec {v}}} mit {\displaystyle \delta {\vec {v}}} bezeichnen.
Das Druckfeld lässt sich nun schreiben als
{\displaystyle P({\vec {x}},t)=P_{0}+\delta P({\vec {x}},t)}
und das Geschwindigkeitsfeld als
{\displaystyle {\vec {v}}({\vec {x}},t)=V\cdot \Theta (y)\cdot {\vec {e}}_{x}+\delta v({\vec {x}},t)\cdot {\vec {e}}_{y}.}
wobei
- {\displaystyle \Theta (y)} die Heaviside-Funktion bezeichnet und
- {\displaystyle {\vec {e}}_{x}} bzw. {\displaystyle {\vec {e}}_{y}} den Einheitsvektor in x- bzw. y-Richtung.

Diese zwei Störungen substituiert man nun in die einfachste Form fluiddynamischer Gleichungen, nämlich in die Euler-Gleichungen für inkompressible Fluide. Die Inkompressibilitätsgleichung lautet
{\displaystyle {\vec {\nabla }}\cdot {\vec {v}}=0}
mit
- dem Nabla-Operator {\displaystyle \nabla } ({\displaystyle {\vec {\nabla }}\cdot {\vec {v}}} ist die Divergenz der Geschwindigkeit)

und die Euler-Gleichung
{\displaystyle {\frac {d{\vec {v}}}{dt}}={\frac {-{\vec {\nabla }}P}{\rho }}.}
mit
- dem Gradienten {\displaystyle {\vec {\nabla }}P} des Drucks.

Dort eingesetzt erhält man für die gestörten Größen
{\displaystyle \Rightarrow {\vec {\nabla }}\cdot \delta v=0}
und
{\displaystyle \Rightarrow {\frac {d\delta {\vec {v}}}{dt}}=-{\frac {{\vec {\nabla }}\;\delta P}{\rho }}}
Diese zwei Gleichungen liefern für den gestörten Druck die Laplace-Gleichung
{\displaystyle \nabla ^{2}\cdot \delta P=0}
Nun sucht man nach einer Wellenmode, die exponentiell mit dem Abstand {\displaystyle y} von der Grenzfläche abfällt. Aus der Laplace-Gleichung schließen wir, dass für den Druck gelten muss:
{\displaystyle \delta P=\delta P_{0}\,\exp\{-k|y|+i(kx-\omega t)\}}
mit
- der Kreisfrequenz {\displaystyle \omega } und
- der Kreiswellenzahl {\displaystyle k}.

Als Nächstes substituiert man dieses Resultat in die gestörten Euler-Gleichungen. Dabei erhält man
für {\displaystyle y>0:} {\displaystyle \delta v_{y}={\frac {i\cdot k\cdot \delta P}{(\omega -kV)\rho _{+}}}}
und
für {\displaystyle y<0:} {\displaystyle \delta v_{y}=-{\frac {i\cdot k\cdot \delta P}{\omega \cdot \rho _{-}}}}.
Nun müssen noch die Randbedingungen erfüllt werden: die vertikale Komponente der Störung {\displaystyle \xi (x)} und der Druck müssen an der Scherschicht jeweils stetig sein. Daraus ergibt sich als Bedingung:
direkt über der Scherschicht {\displaystyle (y=0_{+})}: {\displaystyle \xi ={\frac {i\cdot \delta v_{y}}{\omega -kV}}}
und
direkt unter der Scherschicht {\displaystyle (y=0_{-})}: {\displaystyle \xi ={\frac {i\cdot \delta v_{y}}{\omega }}.}
Daraus lässt sich ein Zusammenhang zwischen der Dichte der Flüssigkeiten, ihrer Relativgeschwindigkeit und den Wellenmoden herstellen:
{\displaystyle \rho _{+}\cdot (\omega -kV)^{2}+\rho _{-}\cdot \omega ^{2}=0}
Löst man diese Gleichung nach {\displaystyle \omega } auf, so erhält man eine Dispersionsrelation für die linearen Kelvin-Helmholtz-Moden:
{\displaystyle \Leftrightarrow \omega =kV\cdot {\frac {\rho _{+}\pm i{\sqrt {\rho _{+}\cdot \rho _{-}}}}{\rho _{+}+\rho _{-}}}}

### Zeitliches Wachstum
Bewegt man sich mit der Geschwindigkeit {\displaystyle V\cdot {\frac {\rho _{+}}{\rho _{+}+\rho _{-}}}} entlang der Oberfläche, so ergibt sich für die Geschwindigkeit der oberen Flüssigkeit:
{\displaystyle V'=V-V\cdot {\frac {\rho _{+}}{\rho _{+}+\rho _{-}}}=V\cdot {\frac {\rho _{-}}{\rho _{+}+\rho _{-}}}}.
Die Störung entwickelt sich nun folgendermaßen:
{\displaystyle \delta P,\xi \;\propto \;\exp\{kV'\cdot {\sqrt {\frac {\rho _{+}}{\rho _{-}}}}\cdot t\}\cdot \cos(ikx')}

### Räumliches Wachstum
{\displaystyle k={\frac {\omega }{V}}\left[1\pm i\cdot {\sqrt {\frac {\rho _{+}}{\rho _{-}}}}\,\right]}